# Saison 5 de Flashpoint
Chronologie
Saison 4
Cet article présente le guide des épisodes de la cinquième et dernière saison de la série télévisée Flashpoint.

## Distribution
- Hugh Dillon (VF : Philippe Vincent) : Ed Lane
- Amy Jo Johnson (VF : Annabelle Roux) : Juliana « Jules » Callaghan
- Enrico Colantoni (VF : Guillaume Lebon) : Gregory Parker
- David Paetkau (VF : Pascal Nowak) : Sam Braddock
- Sergio Di Zio (VF : Alexandre Gillet) : Michelangelo « Spike » Scarlatti
- Olunike Adeliyi (VF : Celine Monsarrat) : Leah Kerns

### Acteurs récurrents
- Jessica Steen (VF : Chantal Baroin) : Donna Sabine

## Épisodes

### Épisode 1:Maintenir l'ordre
- Canada : 20 septembre 2012 sur CTV
- France : date inconnue

- Canada : 1,412 million de téléspectateurs[1],[2]

### Épisode 2:Jamais sans mon fils
- Canada : 27 septembre 2012 sur CTV

- Canada : 1,574 million de téléspectateurs[3],[4]

### Épisode 3:Changer les choses
- Canada : 4 octobre 2012 sur CTV

- Canada : 1,453 million de téléspectateurs[5],[6]

### Épisode 4:Un œil sur tout
- Canada : 11 octobre 2012 sur CTV

- Canada : 1,513 million de téléspectateurs[7]

### Épisode 5:Tel père...
- Canada : 18 octobre 2012 sur CTV

- Canada : 1,496 million de téléspectateurs[8]

### Épisode 6:Guerre de bikers
- Canada : 25 octobre 2012 sur CTV

- Canada : 1,66 million de téléspectateurs[9],[10]

### Épisode 7:Impossible d'oublier
- Canada : 1er novembre 2012 sur CTV

- Canada : 1,456 million de téléspectateurs[11]

### Épisode 8:Soldat solidaire
- Canada : 8 novembre 2012 sur CTV

- Canada : 1,38 million de téléspectateurs[12]

### Épisode 9:Du bon côté de la loi
- Canada : 15 novembre 2012 sur CTV

- Canada : 1,534 million de téléspectateurs[13]

### Épisode 10:À l'écart du monde
- Canada : 22 novembre 2012 sur CTV

- Canada : 1,289 million de téléspectateurs[14]

### Épisode 11:Prise de conscience
- Canada : 29 novembre 2012 sur CTV

- Canada : 1,539 million de téléspectateurs[15]

### Épisode 12:Le Plus beau jour
- Canada : 6 décembre 2012[16] sur CTV

- Canada : 1,483 million de téléspectateurs[17]

### Épisode 13:Contre la montre
- Canada : 13 décembre 2012[16] sur CTV

- Canada : 2,077 millions de téléspectateurs[18],[19]